# 1418
1418 (MCDXVIII) je bilo navadno leto, ki se je po julijanskem koledarju začelo na soboto.

## Dogodki
- konec konstanškega koncila

## Smrti
- 31. januar - Mircea I., vlaški vojvoda (* 1355)
- 8. marec - Carlo Zeno, beneški admiral (* 1333)
- 22. marec - Nicolas Flamel, francoski alkimist (* 1330)
- Al-Kalkašandi, egiptovski arhivar in kriptograf (* 1355)